# Putaoa seediq
Espèce
Putaoa seediq est une espèce d'araignées aranéomorphes de la famille des Linyphiidae.

## Distribution
Cette espèce est endémique de Taïwan. Elle se rencontre dans le comté de Nantou.

## Description
Le mâle holotype mesure 3,82 mm et la femelle paratype 3,27 mm, les mâles mesurent de 3,58 à 3,82 mm et les femelles de 3,27 à 4,33 mm.

## Étymologie
Cette espèce est nommée en l'honneur des Seedeq.

## Publication originale
- Hormiga & Dimitrov, 2017 : « The discovery of the spider genus Putaoa (Araneae, Pimoidae) in Taiwan with the description of a new species, including its web architecture. » Zootaxa, no 4341(1), p. 97-104.